# 117
Secole: Secolul I - Secolul al II-lea - Secolul al III-lea
Decenii: Anii 60 Anii 70 Anii 80 Anii 90 Anii 100 - Anii 110 - Anii 120 Anii 130 Anii 140 Anii 150 Anii 160
Ani: 112 | 113 | 114 | 115 | 116 | 117 | 118 | 119 | 120 | 121 | 122

## Evenimente
- Hadrian devine împărat al Imperiului Roman după moartea tatălui său adoptiv, Traian. El cedează cuceririle romane din Mesopotamia parților.

## Decese
- 9 august: Traian (Marcus Ulpius Traianus), împărat roman (n. 53)